# Kompole
Kompole je naselje u slovenskoj Općini Štoru. Kompole se nalazi u pokrajini Štajerskoj i statističkoj regiji Savinjskoj. 

## Stanovništvo
Prema popisu stanovništva iz 2002. godine naselje je imalo 510 stanovnika.